# Osmophila hyalinipennis
Osmophila hyalinipennis är en stekelart som beskrevs av Szepligeti 1902. Osmophila hyalinipennis ingår i släktet Osmophila och familjen bracksteklar. Inga underarter finns listade i Catalogue of Life.